# 飛烏縣
飛烏縣是隋代梁州新城郡所屬的一個縣，漢郪縣地，隋置飛烏鎮，開皇中置縣，取飛烏山為名也。武德元年，新城郡改為梓州，調露元年，分郪、 飛烏二縣地置銅山縣。宋代屬潼川府。其轄地在今中江縣倉山鎮一帶地方。